# Рио Бермехо
Рио Бермехо (на испански: Río Río Bermejo) е река в Боливия (департамента Тариха) и Аржентина (провинции Салта, Формоса и Чако), десен приток на Парагвай (десен приток на Парана). Дължината ѝ е 1450 km, а площта на водосборния басейн – 123 162 km² (11,0% от водосборния басейн на Парагвай).
Рио Бермехо води началото си на 2233 m н.в., от източните склонове на Централни Боливийски Кордилери в департамента Тариха, в южната част на Боливия. Първите около 150 km е типична планинска река с дълбока и тясна долина и бурно течение. Между устията на реките Санта Виктория и Тариха служи за граница между Боливия и Аржентина, след което изцяло навлиза на аржентинска територия (в провинция Салта). След устието на десния си приток Сан Франсиско излиза от планините и до устието се тече в югоизточна посока през обширните равнини на Гран Чако. Тук реката често променя коритото си, разделя се на ръкави и не приема нито един постоянен приток. В средното си течение на протежение около 400 km тече в коритото на своя бивш приток Теуко и до устието си служи за граница между провинциите Формоса и Чако. Влива се отдясно в река Парагвай (десен приток на Парана), на 50 m н.в., срещу парагвайския град Пилар.
Рио Бермехо получава притоци само в най-горното си течение: леви – Тариха, Рио Секо; десни – Санта Виктория, Пескало, Сан Франсиско. През лятото, в периода на дъждове силно се разлива и залива обширни територии, а през сухия сезон рязко намалява оттокът си. Среден годишен отток при изхода от планините 340 m³/s, а в устието – 410 m³/s. По време на пълноводието е плавателна за плитко газещи речни съдове до град Пресиденсия Рока.